# 白银的意志 ARGEVOLLEN
《白银的意志 ARGEVOLLEN》（日语：白銀の意思 アルジェヴォルン），是日本於2014年7月播放的原创电视动画。

## 概要
2014年3月22日，WARNER公司在AnimeJapan 2014的舞台活动中公布了作为原创机器人动画的本作将从2014年夏天播放的消息。

## 主要登場人物
進・時宗（聲：逢坂良太）
本作的主角。獨立第八部隊的新兵。20歲。軍階是上等兵。第一次戰鬥時幫助了被英格米爾軍追擊的民間貨車，並依照吉米的指示操縱新型的機械戰騎，從此成為銀色歼灭者(Argevollen)專屬的操縱者。
有張樸實的臉，數次違反指令且與部隊的部隊發生衝突，有著希望挽救別人生命的強烈情感。
在8年前的事故中失去了姊姊，想在軍隊中找出當年事故的真相。
吉米・哈茲福特（聲：大西沙織）
本作的女主角。民間企業Akysbernes製造公司 的技術員。20歲。負責管理奧堅弗倫，作為一個菜鳥技術員，經常陷入焦慮中，在英格米爾攻擊中的倖存者，因此與奧堅弗倫和第八獨立部隊同行。

## 組織

### 阿兰达斯联合王国
獨立第八部隊

### Akysbernes製造公司
研發Ulink system，革新了人們对机械战騎的印象

## 機械戰騎

### 阿兰达斯联合王国
Argevollen
Akysbernes制造公司开发的新型机械战骑，正式名称是“ARGEVOLLEN・Stabilis・Prima”。搭载特殊的操纵系统(Ulink)，有高强度格斗战性能。 
武装:
專用突击步枪(擁有比普通量產機更大的殺傷力)
專用大刀(擁有比普通量產機更大的殺傷力)
全高:8.00m 
重量:39.20t

Perfevollen
Argevollen的無人量產機,因為不受駕駛員的限制,擁有比Argevollen更高强度格斗战性能
武裝:
突击步枪
小刀 
全高:不明
重量:不明

Perfevollen指揮官機
用以控制Perfevollen，但同時可以控制所有擁有Ulink的機体
武装:突击步枪
全高:不明
重量:不明

KONGOU
阿兰达斯军主力量产型机械战骑。虽然运动性能不高，但是高的通用性和可靠性，坚韧的装甲可持续维持战线的名机。根据需要也有可换装的通用机，也有無人機型。
通用武装:突击步枪/小刀/盾牌
其他武裝:加農炮
全高:7.16 m 
重量:45.49t

KOKUYOU
阿兰达斯量产型主力机械战骑。洛伦兹・朱里安诺部队机。是多用型可以高可靠性而自豪的万能机。第八部队机体颜色不一样。 
通用武装:突击步枪/小刀/盾牌
其他武裝:加農炮
全高:7.16m 
重量:45.49t

SEIRAN
阿兰达斯軍的新型機械戰騎，比阿兰达斯軍目前的量產機擁有更高機动动性和更強的裝甲
通用武装:突击步枪/小刀/盾牌/加農炮
全高:7.16m
重量:40.85t

### 英格米爾國家整合體
Strum A
英格米爾军新型机械战骑。搭载特殊的操纵系统(Ulink)，有比高强度格斗战性能。 
武装:卡賓槍/長刀 
全高:不明
重量:不明

Strum B
英格米爾军量產型机械战骑。搭载特殊的操纵系统(Ulink)，有比 Strum A 更高强度格斗战性能。 
武装:卡賓槍/長刀 
全高:不明
重量:不明

GUNBASS 
英格米爾军主力量产型机械战骑。轻便的身体耐久性超越,运动性很低，并且在侦察，电子战都很优秀。也有加裝推進器的高機動型。
通用武装:突擊步槍/小刀 /盾牌
其他武裝:八連裝火箭发射器/加農炮/六管加特林机枪
全高:7.64 m 
重量:41.12 

BLOODY HOPPER 
英格米爾軍的机械战骑。擅长跳跃的奇袭战法。 
新材料的轻量化带来了高机动性。胳膊是跳跃和着陆时作为一个打击功能。 
武装:狼牙棒 
全高:7.28 m 
重量:36.54 t

TOURMALIA 
英格米爾軍的量产型的机械战骑。主要任务是后方支援。手腕部口零件沿肘部展开，主炮发射时触发坐板吸收后坐力(方式擬拟迫擊炮)。手掌部分裝有固定机枪。 
武装:加農炮,固定机枪
全高:9.87m 
重量:56.33t

## 電視動畫

### 製作人員
- 原作：AIOS
- 導演：大槻敦史
- 系列構成：佐藤龍雄
- 人物設定：岡勇一
- TK設定：
- 道具設定：寺岡賢司、原由知
- 設定考證：森田繁
- 美術設定：小木齊之
- 美術監督：中村典史
- 色彩設定：北林千明
- 攝影監督：師岡拓磨
- CG監督：瀨尾太
- 編集：後田良樹
- 音樂：中川幸太郎
- 音響監督：明田川仁
- 音樂製作：Music Brains
- 動畫製作：XEBEC
- 製作：PROJECT ARGEVOLLEN

### 主題曲
片頭曲
「TOUGH INTENTION」（第2－6、8－11、13－15話）
作詞、主唱：KOTOKO，作曲、編曲：
第1話作片尾曲使用。
「ZoNE-iT」（第17－23話）
作詞、主唱：KOTOKO，作曲、編曲：齋藤真也
第24話作插曲使用。
片尾曲
（第2－11、13話）
作詞、作曲：y0c1e，編曲：千葉"naotyu-"直樹，主唱：三澤紗千香
「Vivid Telepathy」（第14－22、24話）
作詞：深川琴美，作曲：佐伯高志，編曲：荒井洋明，主唱：玉置成實
插曲
「call」（第24話）
作詞、主唱：KOTOKO，作曲、編曲：Kon-K

### 各話列表
| 話數   | 日文標題 | 中文標題     | 劇本              | 分鏡                     | 演出       | 作畫監督                                                 | 作畫監督                                          | 總作畫監督 |
| 話數   | 日文標題 | 中文標題     | 劇本              | 分鏡                     | 演出       | 人物                                                     | 機械                                              | 總作畫監督 |
| ------ | -------- | ------------ | ----------------- | ------------------------ | ---------- | -------------------------------------------------------- | ------------------------------------------------- | ---------- |
| 第1話  |          | 遭遇         | 佐藤龍雄          | 吉川博明 大槻敦史        | 上田茂     | 藤原奈津子、內田裕 服部一郎、竹谷今日子                  | 大橋圭                                            | 不適用     |
| 第2話  |          | 覺醒         | 佐藤龍雄          | 中村里美 長澤剛          | 南川達馬   |                                                          |                                                   | 岡勇一     |
| 第3話  |          | 一人軍隊     | 森田繁            | 吉川博明                 | 則座誠     | 關口雅浩、瀨尾康博                                       | 關口雅浩、瀨尾康博                                | 岡勇一     |
| 第4話  |          | 歸還         | 大槻敦史          | 澤井幸次                 | 上田茂     | 服部一郎、平馬浩司 岡辰也、仲村信樹 下地彩加、真部周一郞 | 大橋圭                                            | 岡勇一     |
| 第5話  |          | 奇襲         | 菅正太郎          | 吉川博明                 | 北川正人   | 小宮山由美子、猿渡聖加 藤田正幸                          | 山田哲郎                                          | 岡勇一     |
| 第6話  |          | 快跑，吉米！ | 菅正太郎          | 長澤剛                   | 黑田晃一郎 |                                                          |                                                   | 岡勇一     |
| 第7話  |          | 陸繫島       | 安川正吾          | 杉谷光一                 | 北川正人   | 小宮山由美子、猿渡聖加 藤田正幸                          | 山田哲郎                                          | 岡勇一     |
| 第8話  |          | 再戰         | 安川正吾          | 榎本明廣                 | 安藤貴史   | 合田浩章                                                 | 合田浩章                                          | 不適用     |
| 第9話  |          | 約定         | 森田繁            | 榎本明廣                 | 駒屋健一郎 | 服部一郎、                                               | 服部一郎、                                        | 岡勇一     |
| 第10話 |          | 不在的結局   | 大野木寬          | 北川卓彌                 | 石川俊介   |                                                          |                                                   | 岡勇一     |
| 第11話 |          | 憤怒之拳     | 菅正太郎          | 長澤剛                   | 北川正人   | 小宮山由美子、猿渡聖加 藤田正幸                          | 山田哲郎                                          | 岡勇一     |
| 第12話 |          | 南條花       | 安川正吾          | 北川侑彌                 | 上田茂     | 服部一郎、平馬浩司 、藤原奈津子                          | 松村拓哉                                          | 岡勇一     |
| 第13話 |          | 青與藍       | 大野木寬          | 上坪亮樹                 | 駒屋健一郎 | Lee Mingu、Li Shao Lei                                   | 大橋圭                                            | 岡勇一     |
| 第14話 |          | 亡靈         | 森田繁            | 吉川浩司                 | 北川正人   | 野本正幸、管振宇                                         | 野本正幸、管振宇                                  | 岡勇一     |
| 第15話 |          | 風暴         | 安川正吾          | 南川達馬                 | 三上喜子   | 香田知樹、                                               | 香田知樹、                                        | 岡勇一     |
| 第16話 |          | 凍結         | 菅正太郎 大野木寬 | 上坪亮樹                 | 北川正人   | 小宮山由美子、猿渡聖加 、藤田正幸                        | 山田哲郎                                          | 岡勇一     |
| 第17話 |          | 敗北         | 菅正太郎 佐藤龍雄 | 林宏樹                   | 安藤貴史   | 丸岡功治、梶浦紳一郎、永野孝明 相坂直紀、藤原潤          | 丸岡功治、梶浦紳一郎、永野孝明 相坂直紀、藤原潤   | 岡勇一     |
| 第18話 |          | 訣別         | 大野木寬          | 吉田英俊                 | 上田茂     | 服部一郎、Lee Mingu                                      | 大橋圭                                            | 岡勇一     |
| 第19話 |          | 決意         | 大野木寬          | 上坪亮樹                 | 矢野孝典   | 管振宇、野本正幸                                         | 管振宇、野本正幸                                  | 岡勇一     |
| 第20話 |          | 另一個意識   | 佐藤龍雄          | 村田峻治                 | 日下直義   | 野本正幸                                                 | 野本正幸                                          | 岡勇一     |
| 第21話 |          | 動亂         | 森田繁            | 吉田英俊                 | 駒屋健一郎 | Cha Sang Hoon、Kim Bong Duck                             | Cha Sang Hoon、Kim Bong Duck                      | 岡勇一     |
| 第22話 |          | 俘獲         | 安川正吾          | 上坪亮樹                 | 北川正人   | 小宮山由美子、 垣野內成美、笠野充志 山田雄一郎           | 山田哲郎                                          | 岡勇一     |
| 第23話 |          | 反擊         | 佐藤龍雄          | 加戶譽夫                 | 日下直義   | 野本正幸                                                 | 野本正幸                                          | 岡勇一     |
| 第24話 |          | 白銀的意志   | 佐藤龍雄          | 長澤剛 上坪亮樹 大槻敦史 | 上田茂     | Cha Sang Hoon、Kim Bong Duck Lee Donglk、野本正幸        | Cha Sang Hoon、Kim Bong Duck Lee Donglk、野本正幸 | 岡勇一     |

### BD / DVD
| 卷 | 发行日         | 收录话数        | 产品规格   | 产品规格   |
| 卷 | 发行日         | 收录话数        | BD初回版   | DVD普通版  |
| -- | -------------- | --------------- | ---------- | ---------- |
| 1  | 2014年10月29日 | 第1话 - 第3话   | 1000521635 | 1000521643 |
| 2  | 2014年11月26日 | 第4话 - 第6话   | 1000521636 | 1000521644 |
| 3  | 2014年12月19日 | 第7话 - 第9话   | 1000521637 | 1000521645 |
| 4  | 2015年1月28日  | 第10话 - 第12话 | 1000521638 | 1000521646 |
| 5  | 2015年2月25日  | 第13话 - 第15话 | 1000521639 | 1000521647 |
| 6  | 2015年3月25日  | 第16话 - 第18话 | 1000521640 | 1000521648 |
| 7  | 2015年4月22日  | 第19话 - 第21话 | 1000521641 | 1000521649 |
| 8  | 2015年5月27日  | 第22话 - 第24话 | 1000521642 | 1000521650 |

## 网络广播剧
白银的意志 ARGEVOLLEN 独立第八部队·秘密通信
2014年6月25日至2015年1月28日在HiBiKi Radio Station上播放的网络广播剧。周三更新。大西沙织和爱美负责播音 。